# Eleições estaduais em São Paulo em 2002
As eleições estaduais em São Paulo em 2002 ocorreram em 6 de outubro como parte das eleições gerais no Distrito Federal e em 26 estados. Foram eleitos o governador, o vice-governador, dois senadores, setenta deputados federais e 94 estaduais. Como nenhum candidato a governador obteve metade mais um dos votos válidos, houve um segundo turno em 27 de outubro e, conforme a Constituição, a posse do governador e de seu vice-governador eleitos se daria em 1º de janeiro de 2003 para quatro anos de mandato.
O governador eleito em 1994 e reeleito em 1998, Mário Covas (PSDB), faleceu em março de 2001. O vice-governador, Geraldo Alckmin (PSDB), foi empossado governador e concorreu à reeleição em 2002. No primeiro turno, Alckmin recebeu 38,2% dos votos, superando José Genoino (PT), com 32,4%, e Paulo Maluf (PPB), com 21,3%. No segundo turno, Alckmin foi reeleito com 58,6% dos votos, obtendo 3,5 milhões de votos a mais que Genoino. Cláudio Lembo (PFL) elegeu-se vice-governador.
Nas eleições para o Congresso Nacional, Aloizio Mercadante (PT) e Romeu Tuma (PFL) foram eleitos senadores da República com 29,8% e 20,7% dos votos, respectivamente. Para a Câmara dos Deputados, o PT elegeu dezoito deputados federais e o PSDB, onze. Oito deputados federais eleitos eram filiados ao PFL, seis ao PRONA, cinco ao PTB e cinco ao PSB. A Assembleia Legislativa ficou composta por 23 deputados do PT, dezoito do PSDB, oito do PPB, seis do PTB, seis do PFL, cinco do PPS e cinco do PV, com as demais 23 vagas sendo ocupadas por políticos filiados a outros nove partidos.

## Eleição para o governo estadual

### Governador eleito

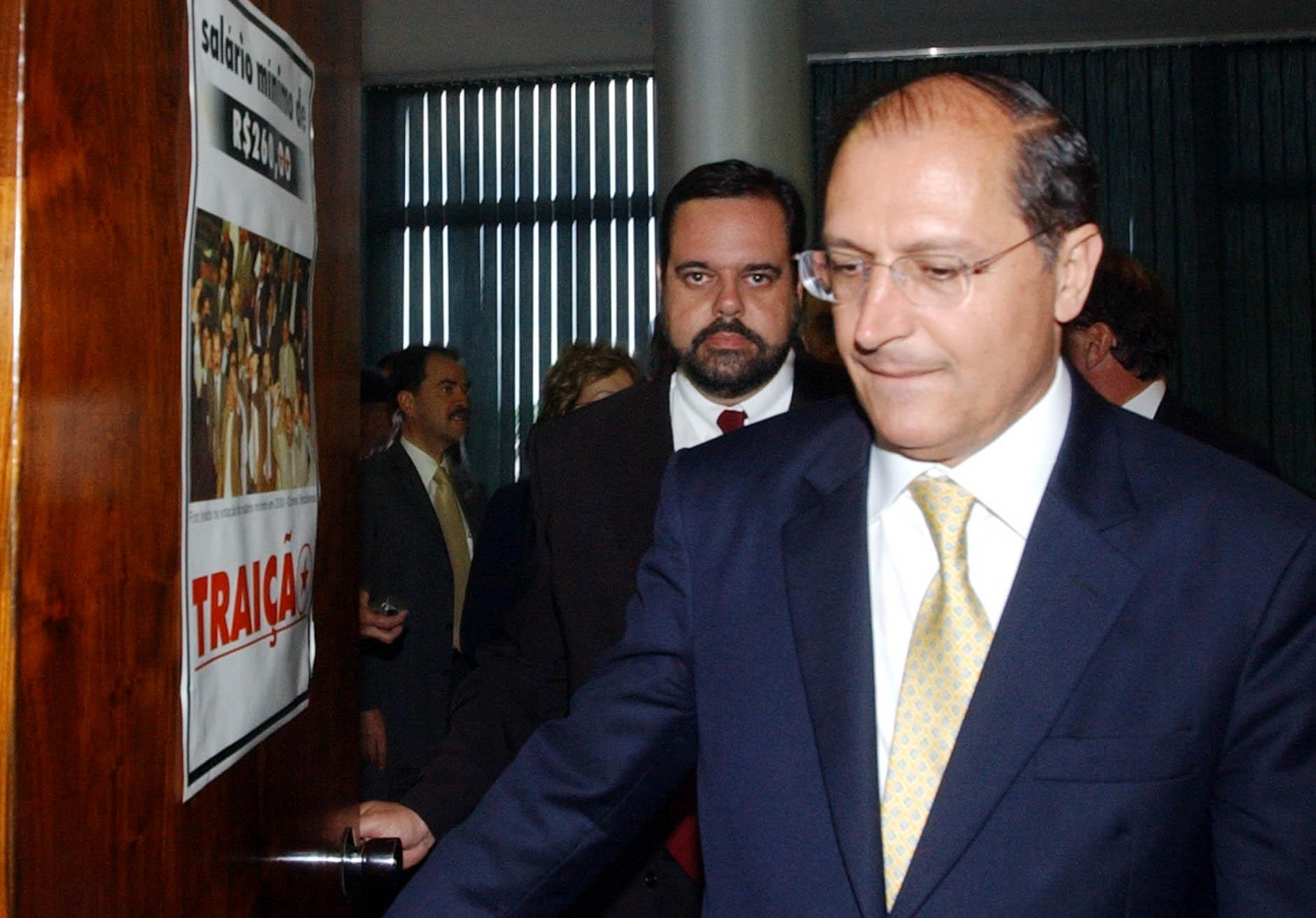
Geraldo Alckmin, vice-governador que assumiu o governo após a morte de Mário Covas, foi reeleito em 2002.

Médico formado na Universidade de Taubaté, Geraldo Alckmin nasceu em Pindamonhangaba, onde chefiou o Departamento de Anestesiologia da Santa Casa de Misericórdia e em Lorena foi professor no Centro Universitário Salesiano de São Paulo e no Instituto Santa Teresa. Eleito vereador em sua cidade natal pelo MDB em 1972, assumiu a presidência da Câmara Municipal no curso da legislatura e em 1976 foi eleito prefeito de Pindamonhangaba. Com a restauração do pluripartidarismo no governo do presidente João Figueiredo, ingressou no PMDB e por esta legenda foi eleito deputado estadual em 1982 e deputado federal em 1986. Dois anos depois foi um dos fundadores do PSDB e subscreveu a Constituição de 1988, reelegendo-se deputado federal em 1990. Voto favorável ao impeachment de Fernando Collor em 1992, foi eleito vice-governador de São Paulo na chapa de Mário Covas em 1994 e reeleito em 1998. Candidato à prefeitura de São Paulo no ano 2000, sequer chegou ao segundo turno. No início do ano seguinte tornou-se governador interino por conta do afastamento do titular e, após a morte de Covas em 6 de março de 2001, foi efetivado governador. Alckmin concorreu à reeleição em 2002, sendo reeleito no segundo turno após derrotar o petista José Genoino.

### Vice-governador eleito

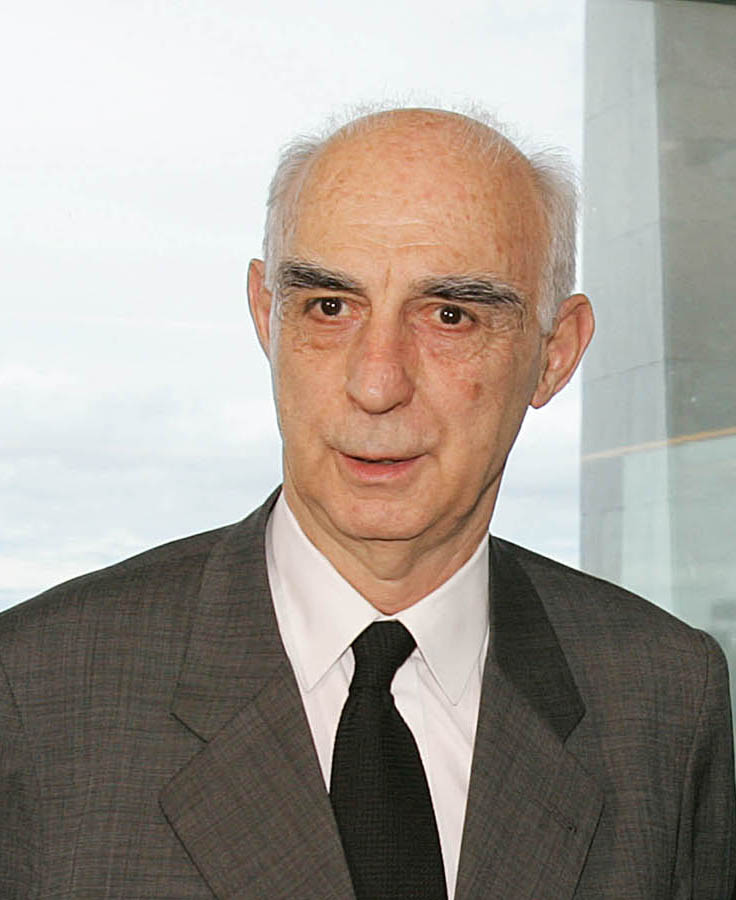
Cláudio Lembo, eleito vice-governador.

Advogado natural de São Paulo e formado pela Universidade de São Paulo, Cláudio Lembo trabalhou no Banco Itaú, onde permaneceu por quase quarenta anos. Professor da Universidade Mackenzie, nela chegou ao Doutorado e depois foi reitor. Membro da ARENA, foi Secretário de Negócios Extraordinários na gestão de Olavo Setúbal como prefeito de São Paulo e assumiu a presidência estadual do partido. Derrotado por Franco Montoro na eleição para senador em 1978, retornou à vida política ao ingressar no PFL. Ligado a Marco Maciel, foi chefe de gabinete do referido político no Ministério da Educação e o assessorou na vice-presidência da República. Serviu à prefeitura da capital paulista como secretário de Assuntos Jurídicos na segunda gestão de Jânio Quadros e foi candidato a vice-presidente na chapa de Aureliano Chaves em 1989. Secretário de Planejamento na segunda administração Paulo Maluf na prefeitura paulistana, foi eleito vice-governador na chapa de Alckmin após deixar a reitoria da Mackenzie em 2002 e após quatro anos assumiu o governo quando o titular renunciou para disputar o Palácio do Planalto.

### Resultados

#### Primeiro turno
Segundo o Tribunal Superior Eleitoral houve 19.606.699 votos nominais.
| Candidatos a governador do estado | Candidatos a vice-governador     | Número | Coligação                                  | Votação   | Percentual |
| --------------------------------- | -------------------------------- | ------ | ------------------------------------------ | --------- | ---------- |
| Geraldo Alckmin PSDB              | Cláudio Lembo PFL                | 45     | São Paulo em Boas Mãos (PSDB, PFL, PSD)    | 7.505.486 | 38,28%     |
| José Genoino PT                   | Luiz Marinho PT                  | 13     | São Paulo quer Mudança (PT, PCdoB, PCB)    | 6.361.747 | 32,45%     |
| Paulo Maluf PPB                   | Heitor Pinto Filho PPB           | 11     | Resolve São Paulo (PPB, PL, PSDC, PTN)     | 4.190.706 | 21,37%     |
| Carlos Apolinário PGT             | Egeferson Craveiro PGT           | 30     | São Paulo nas Mãos de Deus (PGT, PHS, PST) | 703.858   | 3,59%      |
| Lamartine Posella PMDB            | Alda Marco Antônio PMDB          | 15     | —                                          | 259.317   | 1,32%      |
| Carlos Roberto Pittoli PSB        | Raimundo dos Santos Oliveira PSB | 40     | —                                          | 216.369   | 1,10%      |
| Antônio Cabrera PTB               | Celso Jatene PTB                 | 14     | Frente Trabalhista (PTB, PDT, PPS)         | 200.839   | 1,03%      |
| Antonio Pinheiro Pedro PV         | Cláudio Turtelli PV              | 43     | —                                          | 52.068    | 0,27%      |
| Robson Malek PRONA                | Adalton Nimtz PRONA              | 56     | —                                          | 38.545    | 0,20%      |
| Dirceu Travesso PSTU              | Cidinha Lamas PSTU               | 16     | —                                          | 35.556    | 0,18%      |
| Ciro Moura PTC                    | Eduardo Souza Costa PTC          | 36     | Bandeira Paulista (PTC, PSC, PRP, PTdoB)   | 17.854    | 0,09%      |
| Levy Fidelix PRTB                 | Luís Roberto Brunello PRTB       | 28     | —                                          | 8.654     | 0,04%      |
| Roberto Siqueira Gomes PSL        | Edward Ferraz PSL                | 17     | —                                          | 7.648     | 0,04%      |
| Anaí Caproni PCO                  | Edinaldo Augusto PCO             | 29     | —                                          | 4.634     | 0,02%      |
| Osmar Lins PAN                    | Roberto Machioni PAN             | 26     | —                                          | 3.418     | 0,02%      |

#### Segundo turno
De acordo com o Tribunal Superior Eleitoral houve 20.479.682 votos nominais.
| Candidatos a governador do estado | Candidatos a vice-governador | Número | Coligação                               | Votação    | Percentual |
| --------------------------------- | ---------------------------- | ------ | --------------------------------------- | ---------- | ---------- |
| Geraldo Alckmin PSDB              | Cláudio Lembo PFL            | 45     | São Paulo em Boas Mãos (PSDB, PFL, PSD) | 12.008.819 | 58,64%     |
| José Genoino PT                   | Luiz Marinho PT              | 13     | São Paulo quer Mudança (PT, PCdoB, PCB) | 8.470.863  | 41,36%     |

## Biografia dos senadores eleitos
|                                             |  |                                        |
| Aloizio Mercadante, eleito senador em 2002. |  | Romeu Tuma foi reeleito para o Senado. |

### Aloizio Mercadante
Filho do general reformado Osvaldo Muniz Oliva, o economista Aloizio Mercadante nasceu em Santos e fez oposição ao Regime Militar de 1964 quando estudava na Universidade de São Paulo, onde se formou em 1976. Dois anos mais tarde obteve o Mestrado pela Universidade de Campinas e passou a lecionar na Pontifícia Universidade Católica de São Paulo, chefiando o Departamento de Economia e coordenadno o Núcleo de Pesquisas. Doutor em Economia pela Universidade de Campinas em 1988, antes presidira a Associação Nacional de Docentes do Ensino Superior (ANDES) no governo João Figueiredo e figurou entre os fundadores da Central Única dos Trabalhadores. Membro do diretório nacional do PT, elegeu-se deputado federal em 1990, votou pela abertura do processo de impeachment de Fernando Collor em 1992 e foi candidato a vice-presidente na chapa de Luiz Inácio Lula da Silva em 1994, porém não se elegeu. Em 1998, foi eleito deputado federal.

### Romeu Tuma
Nascido em São Paulo e Bacharel em Direito pela Pontifícia Universidade Católica de São Paulo, Romeu Tuma ingressou na polícia civil em 1951 e ocupou os cargos de agente, investigador e delegado de polícia antes de ser nomeado assessor de Sérgio Fleury no Departamento de Ordem Política e Social. Quando Paulo Egydio Martins era governador de São Paulo, Tuma assumiu a direção do DOPS por desígnio do secretário de Segurança, Erasmo Dias. Superintendente da Polícia Federal em São Paulo no governo do presidente João Figueiredo, foi diretor-geral do órgão por escolha de José Sarney. Mantido no cargo por Fernando Collor, acumulou-o com o de secretário da Receita Federal e em 1991 assumiu uma das vice-presidências da Interpol. Dono de uma carreira policial onde atuou nos casos dos nazistas Gustav Wagner e Josef Mengele e do mafioso Tommaso Buscetta, foi assessor especial do governador Luiz Antônio Fleury Filho. Primo de Nicolau Tuma e pai de Robson Tuma, foi eleito senador pelo PL em 1994. Após uma rápida incursão no PSL mudou para o PFL e disputou, sem sucesso, a eleição para prefeito de São Paulo no ano 2000, porém renovou o mandato de senador em 2002. Faleceu em outubro de 2010, mês em que tentara, sem êxito, mais uma reeleição. Pelo restante do mandato, até o início de fevereiro de 2011, foi substituído por Alfredo Cotait, seu primeiro suplente.

## Resultado da eleição para senador
Conforme o Tribunal Superior Eleitoral houve 35.138.195 votos nominais.
| Candidatos a senador da República | Candidatos a suplente de senador                       | Número | Coligação                                  | Votação    | Percentual |
| --------------------------------- | ------------------------------------------------------ | ------ | ------------------------------------------ | ---------- | ---------- |
| Aloizio Mercadante PT             | José Giacomo Baccarin PT João Vaccari Neto PT          | 131    | São Paulo quer Mudança (PT, PCdoB, PCB)    | 10.491.345 | 29,86%     |
| Romeu Tuma PFL                    | Alfredo Cotait PFL Alexandre Thiollier PFL             | 252    | São Paulo em Boas Mãos (PSDB, PFL, PSD)    | 7.278.185  | 20,71%     |
| Orestes Quércia PMDB              | Nildo Masini PMDB Sebastião Biazzo PMDB                | 151    | —                                          | 5.550.803  | 15,80%     |
| José Aníbal PSDB                  | Almir Pazzianotto PSDB José Ricardo Franco PSDB        | 451    | São Paulo em Boas Mãos (PSDB, PFL, PSD)    | 4.957.173  | 14,11%     |
| Wagner Gomes PCdoB                | Maria José Jandreice PCdoB Davi Gonçalves PCdoB        | 651    | São Paulo quer Mudança (PT, PCdoB, PCB)    | 3.473.198  | 9,88%      |
| Cunha Bueno PPB                   | Marino Pazzaglini PPB Adalberto Camargo PPB            | 111    | Resolve São Paulo (PPB, PL, PSDC, PTN)     | 1.794.415  | 5,11%      |
| Eliseu Gabriel PDT                | Evaldo Pereira PDT Evaldo Vicentini PPS                | 123    | Frente Trabalhista (PTB, PDT, PPS)         | 259.142    | 0,74%      |
| José Luiz Penna PV                | Carlos Gilberto PV Vera Lúcia PV                       | 434    | —                                          | 226.029    | 0,64%      |
| Rubens Calvo PSB                  | Claudines Beltrami PSB Antônio Francisco PSB           | 401    | —                                          | 220.738    | 0,63%      |
| Willians Rafael PTB               | João Zangrandi PPS Manoel Coelho PTB                   | 147    | Frente Trabalhista (PTB, PDT, PPS)         | 149.606    | 0,43%      |
| Mohamad Said Mourad PSB           | João Paulo Galvez PSB Vicente Augusto PSB              | 402    | —                                          | 133.925    | 0,38%      |
| Paulo Corrêa PRONA                | Aurino Rocha PRONA Lindete Almeida PRONA               | 561    | —                                          | 101.371    | 0,29%      |
| Ademar Barros Bezerra PGT         | Aziz Gabriel PGT Odyr Rodrigues PGT                    | 301    | São Paulo nas Mãos de Deus (PGT, PHS, PST) | 80.617     | 0,23%      |
| Mauro Puerro PSTU                 | Ary Blinder PSTU Marisa Mendes PSTU                    | 161    | —                                          | 75.779     | 0,22%      |
| Floriano Leandrini PMDB           | Sandra Aguiar PMDB Francisco Assis Rodrigues PMDB      | 152    | —                                          | 72.909     | 0,21%      |
| Thereza Ruiz PTN                  | João Dárcio PTN Valdemar dos Santos PTN                | 190    | —                                          | 67.802     | 0,19%      |
| José Maria Marin PSC              | Dirceu Resende PRP Carlos Alberto da Silva PTdoB       | 200    | Bandeira Paulista (PTC, PSC, PRP, PTdoB)   | 63.659     | 0,18%      |
| José Raul Brasiliense PHS         | Rubens Cascaldi PHS Antônio Carlos Inácio PHS          | 312    | São Paulo nas Mãos de Deus (PGT, PHS, PST) | 41.395     | 0,12%      |
| Renato Bento Luiz PSTU            | Alfredo Silva PSTU Marcus Vinícius PSTU                | 162    | —                                          | 37.732     | 0,11%      |
| Lucas Albano PMN                  | Iara Perali dos Santos PMN Teresinha Carvalho Dias PMN | 333    | —                                          | 22.934     | 0,07%      |
| Paulo Fortunato PSDC              | Ariovaldo Gobatti PSDC José Alfredo Machado PSDC       | 270    | —                                          | 17.888     | 0,05%      |
| Wlamisa Feltrim PCO               | Afrânio Raes PCO Consuelo dos Santos PCO               | 291    | —                                          | 6.939      | 0,02%      |
| Firmino Rosa PCO                  | Elza Costa PCO Silvia Quirino PCO                      | 292    | —                                          | 5.327      | 0,01%      |
| Carlos Henrique Darde PRTB        | Daniel Oltramari PRTB Aldinéa Fidelix PRTB             | 281    | —                                          | 4.845      | 0,01%      |
| José Costa PAN                    | Ivonete Pasternack PAN João Rezende Neto PAN           | 266    | —                                          | 4.439      | 0,01%      |

## Deputados federais eleitos

Composição da representação de São Paulo na Câmara dos Deputados eleita em 2002:
PT: 18 assentos
PSDB: 11 assentos
PFL: 8 assentos
PRONA: 6 assentos
PTB: 5 assentos
PSB: 5 assentos
PPB: 3 assentos
PMDB: 3 assentos
PL: 3 assentos
PPS: 3 assentos
Outros: 5 assentos

São relacionados os candidatos eleitos com informações complementares da Câmara dos Deputados. Enéas Carneiro, do PRONA, elegeu-se deputado federal com 1,5 milhão de votos. Enéas tornou-se, assim, o deputado federal mais votado da história do Brasil, até então. Sua votação efetivamente elegeu outros cinco deputados de seu partido que, juntos, receberam 20.235 votos.
| Deputados federais eleitos | Partido | Votação   | Percentual | Cidade onde nasceu    | Unidade federativa  |
| Enéas Carneiro             | PRONA   | 1.573.642 | 8,02%      | Rio Branco            | Acre                |
| José Dirceu                | PT      | 556.768   | 2,83%      | Passa Quatro          | Minas Gerais        |
| José Eduardo Cardozo       | PT      | 303.033   | 1,54%      | São Paulo             | São Paulo           |
| Celso Russomanno           | PPB     | 261.635   | 1,33%      | São Paulo             | São Paulo           |
| Vicente Paulo da Silva     | PT      | 254.221   | 1,29%      | Santa Cruz            | Rio Grande do Norte |
| Michel Temer               | PMDB    | 252.229   | 1,28%      | Tietê                 | São Paulo           |
| Aloysio Nunes              | PSDB    | 250.936   | 1,27%      | São José do Rio Preto | São Paulo           |
| Gilberto Nascimento        | PSB     | 240.664   | 1,22%      | São Paulo             | São Paulo           |
| Gilberto Kassab            | PFL     | 234.509   | 1,19%      | São Paulo             | São Paulo           |
| José Pinotti               | PMDB    | 209.105   | 1,06%      | São Paulo             | São Paulo           |
| Luíza Erundina             | PSB     | 207.396   | 1,05%      | Uiraúna               | Paraíba             |
| Salvador Zimbaldi          | PSDB    | 199.930   | 1,01%      | Campinas              | São Paulo           |
| João Paulo Cunha           | PT      | 196.945   | 1,00%      | Caraguatatuba         | São Paulo           |
| Walter Feldman             | PSDB    | 186.216   | 0,94%      | São Paulo             | São Paulo           |
| José Mentor                | PT      | 182.956   | 0,93%      | Santa Isabel          | São Paulo           |
| Vanderval Santos           | PL      | 177.456   | 0,90%      | Rio de Janeiro        | Rio de Janeiro      |
| Robson Tuma                | PFL     | 175.366   | 0,89%      | São Paulo             | São Paulo           |
| Arnaldo Madeira            | PSDB    | 175.312   | 0,89%      | Santos                | São Paulo           |
| Iara Bernardi              | PT      | 166.138   | 0,84%      | Sorocaba              | São Paulo           |
| Alberto Goldman            | PSDB    | 165.381   | 0,84%      | São Paulo             | São Paulo           |
| Telma de Souza             | PT      | 161.198   | 0,82%      | Santos                | São Paulo           |
| Carlos Sampaio             | PSDB    | 160.963   | 0,82%      | Campinas              | São Paulo           |
| Valdemar Costa Neto        | PL      | 158.510   | 0,80%      | São Paulo             | São Paulo           |
| Ângela Guadagnin           | PT      | 153.931   | 0,78%      | Rio de Janeiro        | Rio de Janeiro      |
| Jefferson Campos           | PSB     | 153.622   | 0,78%      | Ourinhos              | São Paulo           |
| Corauci Sobrinho           | PFL     | 149.971   | 0,78%      | Ribeirão Preto        | São Paulo           |
| Luiz Eduardo Greenhalgh    | PT      | 147.819   | 0,75%      | São Paulo             | São Paulo           |
| Mendes Thame               | PSDB    | 143.313   | 0,73%      | Piracicaba            | São Paulo           |
| Professor Luizinho         | PT      | 142.812   | 0,72%      | Cândido Mota          | São Paulo           |
| Júlio Semeghini            | PSDB    | 138.907   | 0,70%      | Fernandópolis         | São Paulo           |
| Arlindo Chinaglia          | PT      | 136.402   | 0,69%      | Serra Azul            | São Paulo           |
| Zulaiê Cobra               | PSDB    | 134.776   | 0,69%      | São José do Rio Pardo | São Paulo           |
| Aldo Rebelo                | PCdoB   | 134.241   | 0,68%      | Viçosa                | Alagoas             |
| Ricardo Berzoini           | PT      | 132.176   | 0,67%      | Juiz de Fora          | Minas Gerais        |
| Delfim Neto                | PPB     | 131.399   | 0,67%      | São Paulo             | São Paulo           |
| Devanir Ribeiro            | PT      | 130.574   | 0,66%      | Getulina              | São Paulo           |
| Milton Monti               | PMDB    | 130.235   | 0,66%      | São Manuel            | São Paulo           |
| Paulo Lima                 | PFL     | 130.158   | 0,66%      | Presidente Prudente   | São Paulo           |
| Neuton Lima                | PFL     | 127.677   | 0,65%      | São Paulo             | São Paulo           |
| Antonio Carlos Pannunzio   | PSDB    | 125.570   | 0,64%      | Sorocaba              | São Paulo           |
| Orlando Fantazzini         | PT      | 123.163   | 0,63%      | Guarulhos             | São Paulo           |
| João Batista               | PFL     | 121.255   | 0,61%      | Rio de Janeiro        | Rio de Janeiro      |
| Edna Macedo                | PTB     | 118.474   | 0,60%      | Rio das Flores        | Rio de Janeiro      |
| Dimas Ramalho              | PPS     | 116.581   | 0,59%      | Taquaritinga          | São Paulo           |
| Luiz Carlos Santos         | PFL     | 116.286   | 0,59%      | Araxá                 | Minas Gerais        |
| Luciano Zica               | PT      | 115.341   | 0,59%      | Biquinhas             | Minas Gerais        |
| Lobbe Neto                 | PSDB    | 114.586   | 0,58%      | São Paulo             | São Paulo           |
| Roberto Gouveia            | PT      | 113.494   | 0,57%      | Ituiutaba             | Minas Gerais        |
| Ivan Valente               | PT      | 110.034   | 0,56%      | São Paulo             | São Paulo           |
| Marcos Roberto Abramo      | PFL     | 109.468   | 0,55%      | Porto Ferreira        | São Paulo           |
| Vadão Gomes                | PPB     | 108.533   | 0,55%      | Populina              | São Paulo           |
| Luiz Antônio de Medeiros   | PL      | 108.474   | 0,55%      | Eirunepé              | Amazonas            |
| Vicente Cascione           | PSB     | 108.094   | 0,55%      | Santos                | São Paulo           |
| Jovino Cândido             | PV      | 99.357    | 0,50%      | Florínea              | São Paulo           |
| Ricardo Izar               | PTB     | 99.320    | 0,50%      | São Paulo             | São Paulo           |
| Durval Orlato              | PT      | 95.591    | 0,48%      | Jundiaí               | São Paulo           |
| Jamil Murad                | PCdoB   | 95.301    | 0,48%      | José Bonifácio        | São Paulo           |
| Nelson Marquezelli         | PTB     | 89.531    | 0,45%      | Pirassununga          | São Paulo           |
| João Herrmann Neto         | PPS     | 87.090    | 0,44%      | Campinas              | São Paulo           |
| Arnaldo Faria de Sá        | PTB     | 86.490    | 0,44%      | São Paulo             | São Paulo           |
| Claudio Magrão             | PPS     | 86.108    | 0,43%      | Osasco                | São Paulo           |
| Luiz Antônio Fleury Filho  | PTB     | 82.429    | 0,42%      | São José do Rio Preto | São Paulo           |
| Hélio Santos               | PDT     | 74.213    | 0,37%      | Corumbá               | Mato Grosso do Sul  |
| Evilásio Farias            | PSB     | 63.710    | 0,32%      | Cabaceiras            | Paraíba             |
| Marcelo Ortiz              | PV      | 36.486    | 0,18%      | Penápolis             | São Paulo           |
| Amauri Gasques             | PRONA   | 18.421    | 0,09%      | São Paulo             | São Paulo           |
| Irapuan Teixeira           | PRONA   | 673       | zero       | Porto Alegre          | Rio Grande do Sul   |
| Elimar Damasceno           | PRONA   | 484       | zero       | Santa Maria do Suaçuí | Minas Gerais        |
| Ildeu Araujo               | PRONA   | 382       | zero       | Serrania              | Minas Gerais        |
| Vanderlei Assis            | PRONA   | 275       | zero       | Rio de Janeiro        | Rio de Janeiro      |

## Deputados estaduais eleitos

Composição da Assembleia Legislativa de São Paulo eleita em 2002:
PT: 23 assentos
PSDB: 18 assentos
PPB: 8 assentos
PTB: 6 assentos
PFL: 6 assentos
PPS: 5 assentos
PV: 5 assentos
PRONA: 4 assentos
PSB: 4 assentos
PMDB: 4 assentos
PDT: 4 assentos
Outros: 7 assentos

Foram escolhidos 94 deputados estaduais para a Assembleia Legislativa de São Paulo.
| Deputados estaduais eleitos  | Partido | Votação | Percentual | Cidade onde nasceu      | Unidade federativa |
| Havanir Nimtz                | PRONA   | 682.219 | 3,48%      | Itabaiana               | Sergipe            |
| Conte Lopes                  | PPB     | 207.006 | 1,06%      | São Paulo               | São Paulo          |
| Afanásio Jazadji             | PFL     | 157.602 | 0,80%      | São Paulo               | São Paulo          |
| Edson Aparecido              | PSDB    | 148.650 | 0,76%      | São Paulo               | São Paulo          |
| Campos Machado               | PTB     | 145.647 | 0,74%      | Cerqueira César         | São Paulo          |
| Rodrigo Garcia               | PFL     | 137.738 | 0,70%      | Tanabi                  | São Paulo          |
| Vaz de Lima                  | PSDB    | 132.427 | 0,68%      | Fernandópolis           | São Paulo          |
| Hamilton Pereira             | PT      | 131.637 | 0,67%      | Sorocaba                | São Paulo          |
| Waldir Agnello               | PSB     | 130.069 | 0,67%      | Santos                  | São Paulo          |
| Pedro Tobias                 | PSDB    | 123.960 | 0,63%      | Bekarzla                | Líbano             |
| Ricardo Tripoli              | PSDB    | 120.746 | 0,62%      | São Paulo               | São Paulo          |
| Antonio Mentor               | PT      | 120.470 | 0,62%      | São Paulo               | São Paulo          |
| Ênio Tatto                   | PT      | 118.233 | 0,61%      | Frederico Westphalen    | Rio Grande do Sul  |
| Edson Ferrarini              | PTB     | 144.597 | 0,59%      | São Paulo               | São Paulo          |
| Eli Corrêa Filho             | PFL     | 114.039 | 0,58%      | São Paulo               | São Paulo          |
| Carlinhos Almeida            | PT      | 111.602 | 0,57%      | Santa Rita de Jacutinga | Minas Gerais       |
| Célia Leão                   | PSDB    | 109.741 | 0,56%      | São Paulo               | São Paulo          |
| Celino Cardoso               | PSDB    | 108.274 | 0,55%      | Terra Rica              | Paraná             |
| Mauro Menuchi                | PT      | 107.248 | 0,55%      | Caieiras                | São Paulo          |
| Maria Lúcia Prandi           | PT      | 106.444 | 0,54%      | Potirendaba             | São Paulo          |
| João Caramez                 | PSDB    | 104.649 | 0,53%      | Itapevi                 | São Paulo          |
| Vanderlei Macris             | PSDB    | 104.223 | 0,53%      | Americana               | São Paulo          |
| Duarte Nogueira              | PSDB    | 103.851 | 0,53%      | Ribeirão Preto          | São Paulo          |
| Emídio de Souza              | PT      | 102.331 | 0,52%      | Inúbia Paulista         | São Paulo          |
| Analice Fernandes            | PSDB    | 100.134 | 0,51%      | Jales                   | São Paulo          |
| Roberto Morais               | PPS     | 97.372  | 0,50%      | Charqueada              | São Paulo          |
| Geraldo Tenuta Filho         | PSDB    | 96.857  | 0,50%      | São Paulo               | São Paulo          |
| Simão Pedro                  | PT      | 94.089  | 0,48%      | Tapira                  | Paraná             |
| Renato Simões                | PT      | 93.886  | 0,48%      | Campinas                | São Paulo          |
| Ítalo Cardoso                | PT      | 91.206  | 0,47%      | Araçuaí                 | Minas Gerais       |
| Edmir Chedid                 | PFL     | 88.021  | 0,45%      | Campinas                | São Paulo          |
| Vicente Cândido              | PT      | 86.901  | 0,44%      | Bom Jesus do Galho      | Minas Gerais       |
| Donisete Braga               | PT      | 86.877  | 0,44%      | Flora Rica              | São Paulo          |
| Alberto Hiar                 | PSDB    | 86.474  | 0,44%      | São Paulo               | São Paulo          |
| Luiz Gonzaga Camargo         | PSDB    | 86.366  | 0,44%      | Tatuí                   | São Paulo          |
| Adriano Diogo                | PT      | 85.515  | 0,44%      | São Paulo               | São Paulo          |
| Valdomiro Lopes              | PPB     | 84.918  | 0,43%      | São José do Rio Preto   | São Paulo          |
| Ary Fossen                   | PSDB    | 84.354  | 0,43%      | Jundiaí                 | São Paulo          |
| Wagner Salustiano            | PPB     | 82.793  | 0,42%      | São Paulo               | São Paulo          |
| Cândido Vaccarezza           | PT      | 82.793  | 0,42%      | Senhor do Bonfim        | Bahia              |
| Rodolfo da Costa e Silva     | PSDB    | 81.576  | 0,42%      | Goiânia                 | Goiás              |
| Sidney Beraldo               | PSDB    | 81.328  | 0,42%      | São João da Boa Vista   | São Paulo          |
| Vanderlei Siraque            | PT      | 81.089  | 0,42%      | Santa Cruz do Rio Pardo | São Paulo          |
| Jorge Luis Caruso            | PMDB    | 80.502  | 0,41%      | São Paulo               | São Paulo          |
| José Zico Prado              | PT      | 77.707  | 0,40%      | Macaubal                | São Paulo          |
| Baleia Rossi                 | PMDB    | 77.641  | 0,40%      | São Paulo               | São Paulo          |
| Arnaldo Jardim               | PPS     | 76.708  | 0,39%      | Altinópolis             | São Paulo          |
| Mário Reali                  | PT      | 75.656  | 0,39%      | São Paulo               | São Paulo          |
| Maria Lúcia Amary            | PSDB    | 75.456  | 0,39%      | São Paulo               | São Paulo          |
| Sebastião Almeida            | PT      | 73.864  | 0,38%      | Guaporema               | Paraná             |
| Benedito Roberto Alves       | PTB     | 73.059  | 0,37%      | Taubaté                 | São Paulo          |
| Souza Santos                 | PL      | 72.635  | 0,37%      | Nova Londrina           | Paraná             |
| Milton Vieira                | PFL     | 70.781  | 0,36%      | Iepê                    | São Paulo          |
| Geraldo Vinholi              | PDT     | 69.927  | 0,36%      | Itápolis                | São Paulo          |
| Marquinho Tortorello         | PPS     | 69.440  | 0,36%      | São Joaquim da Barra    | São Paulo          |
| Ana do Carmo                 | PT      | 67.752  | 0,35%      | São Paulo               | São Paulo          |
| Vitor Sapienza               | PPS     | 67.531  | 0,34%      | São Paulo               | São Paulo          |
| Ana Maria Martins            | PCdoB   | 67.278  | 0,34%      | São Paulo               | São Paulo          |
| José Caldini Crespo          | PFL     | 67.027  | 0,34%      | Sorocaba                | São Paulo          |
| Maria de Jesus               | PTN     | 66.067  | 0,34%      | São Paulo               | São Paulo          |
| Marcelo Cândido              | PT      | 65.611  | 0,34%      | Marília                 | São Paulo          |
| José Carlos Stangarlini      | PSDB    | 65.478  | 0,33%      | São Paulo               | São Paulo          |
| Romeu Tuma Júnior            | PPS     | 63.523  | 0,33%      | São Paulo               | São Paulo          |
| Rafael Silva                 | PSB     | 62.498  | 0,32%      | Jardinópolis            | São Paulo          |
| Paschoal Thomeu              | PTB     | 61.646  | 0,31%      | São Paulo               | São Paulo          |
| Fausto Figueira              | PT      | 61.387  | 0,31%      | São Paulo               | São Paulo          |
| Roque Barbiere               | PTB     | 61.092  | 0,31%      | Coroados                | São Paulo          |
| Beth Sahão                   | PT      | 60.042  | 0,31%      | Urupês                  | São Paulo          |
| Adilson Rossi                | PTB     | 60.019  | 0,31%      | Itatiba                 | São Paulo          |
| Rogério Nogueira             | PDT     | 59.097  | 0,30%      | Indaiatuba              | São Paulo          |
| Vinícius Camarinha           | PSB     | 58.409  | 0,30%      | Marília                 | São Paulo          |
| José Dilson de Carvalho      | PDT     | 58.198  | 0,30%      | São Paulo               | São Paulo          |
| Tião Arcanjo                 | PT      | 57.174  | 0,29%      | Campinas                | São Paulo          |
| Luiz Carlos Gondim           | PV      | 56.967  | 0,29%      | Fortaleza               | Ceará              |
| Nivaldo Santana Silva        | PCdoB   | 56.708  | 0,29%      | São Paulo               | São Paulo          |
| Ubiratan Guimarães           | PPB     | 56.155  | 0,29%      | São Paulo               | São Paulo          |
| Aldo Demarchi                | PPB     | 55.995  | 0,29%      | Rio Claro               | São Paulo          |
| Antônio Salim Curiati        | PPB     | 54.333  | 0,28%      | Avaré                   | São Paulo          |
| Marcelo Siqueira Bueno       | PDT     | 52.508  | 0,27%      | São Paulo               | São Paulo          |
| Orlando Morando              | PSB     | 50.400  | 0,26%      | São Bernardo do Campo   | São Paulo          |
| Gilson de Souza              | PPB     | 48.723  | 0,25%      | Delfinópolis            | Minas Gerais       |
| Artur Alves Pinto            | PL      | 45.732  | 0,23%      | São Paulo               | São Paulo          |
| Rosmary Corrêa               | PMDB    | 44.648  | 0,23%      | São Paulo               | São Paulo          |
| Edson Gomes                  | PPB     | 43.821  | 0,22%      | Fernandópolis           | São Paulo          |
| Zuza Abdul Massih            | PRP     | 43.716  | 0,22%      | Beirute                 | Líbano             |
| Geraldo Lopes                | PMDB    | 43.017  | 0,22%      | São Miguel do Anta      | Minas Gerais       |
| José Afonso Lobato           | PV      | 41.334  | 0,21%      | Redenção da Serra       | São Paulo          |
| Paulo César Neme             | PV      | 39.154  | 0,20%      | Cotia                   | São Paulo          |
| José Bittencourt             | PGT     | 35.778  | 0,18%      | Tobias Barreto          | Sergipe            |
| Giba Marson                  | PV      | 34.895  | 0,18%      | São Bernardo do Campo   | São Paulo          |
| Ricardo Castilho             | PV      | 28.662  | 0,15%      | Glicério                | São Paulo          |
| Ahmad Said Mourad            | PRONA   | 13.137  | 0,07%      | São Paulo               | São Paulo          |
| Paulo Sérgio Rodrigues Alves | PRONA   | 11.616  | 0,06%      | Guarulhos               | São Paulo          |
| Adilson Barroso              | PRONA   | 9.928   | 0,05%      | Leme do Prado           | Minas Gerais       |